# پول (ترانه جنیفر لوپز)
«پول» (به اسپانیایی: Dinero) ترانه‌ای از خواننده آمریکایی جنیفر لوپز با همراهی تهیه‌کننده موسیقی آمریکایی دی‌جی خالد و رپر آمریکایی کاردی بی است. این ترانه در ۱۷ مه ۲۰۱۸ توسط Nuyorican Productions و اپیک رکوردز برای تمام پلت‌فرم‌های دانلود دیجیتال و استریمینگ منتشر شد. «پول» نامزد دریافت جایزه انتخابی ترانه لاتین در جوایز برگزیده نوجوانان ۲۰۱۸ شد و موزیک ویدئو رسمی آن در جوایز موزیک ویدئوی ام‌تی‌وی ۲۰۱۸ نامزد دریافت دو جایزه برای بهترین ویدئو لاتین و بهترین همکاری شد و جایزه بهترین همکاری را دریافت کرد.